# Долна Лисина
Долна Лисина (според местния изговор Долня Лисина, на сръбски: Доња Лисина или Donja Lisina) е село в Община Босилеград, Западните покрайнини, Сърбия.

## География
Долна Лисина се намира в планински район в северозападния дял на разделената от българо-сръбската граница област Краище. Разположена е на 11 километра северозападно от Босилеград, на 960 метра надморска височина.
Традиционно Долна Лисина се състои от 11 разпръснати махали, разположени по двата склона на Божичката река – Сѐлище, Га̀берски дол, Ялова̀рник, Гу̀сто Лѐшье, Сръ̀бин дол, Леска̀, Село̀, Топлѝк, Габрѝче, Крѝви Прѐсад, Пеньѐвица, Станьо̀ Ньивчѐ. Някои от тези махали днес са обезлюдени.
В землището на селото се намират залежи от фосфати, оценявани на над 82 милиона тона със съдържание на полезно вещество от 9%.

## История
Според местни предания село Долна Лисина се е отделило от Горна Лисина. Двете села съществували заедно в местността Обе реки под името Еленковци, но поради ветровитостта на старото им място се принудили да разселят – Горна Лисина по Горнолисинска река, а Долна – по течението на Божичката река. Първоначално Долна Лисина се наричала Долно Еленковци.

### В Османската империя
Долна Лисина се споменава в османотурски документ от 1576 година. В регистър на джелепкешани от 1576 г. селото е отбелязано като част от каза Илидже. Посочени са Йове Милью и Петре Костадин, натоварени да доставят съответно по 50 и 30 овце. През 1610 година е изографисана местната църква „Св. Параскева“.
В 1864 година Лисина зир е господарско село в нахия Краище, което има 41 ханета (111 мъже), а в 1874 година - 28 ханета (130 мъже). Данните за 1866 година дават представа за общия брой на населението – 252 жители.

### В България
От 1878 до 1920 година селото е в границите на България. Първоначално влиза в състава на Босилеградска селска община, а от 1887 - в Горнолисинска община.
През 1880 година Долна Лисина има 314 жители, през 1900 - 441, а през 1910 г. – 466.
Първото училище в селото е открито през 1890 година в частна къща. През 1893 година започва строежа на първата училищна сграда.

### В Сърбия
По силата на Ньойския договор от 1919 година, през ноември 1920 година селото е включено в пределите на Кралството на сърби, хървати и словенци.
През 1941-1944 година Горна Лисина, както и останалите села в Западните покрайнини, отново е под българско управление. След 1944 година е в границите на Югославия и наследилата я след разпада ѝ Сърбия.

## Население
През 1918 година Йордан Захариев пише:
| „ | Нещо характерно за Долня Лисина е красивият женски тип с особено правилни черти на лицето; мъжете пък са високи, тънки и въобще доста различни от тия на съседните села. | “ |

Представен по години, броят на населението след 1948 година е следният:
Въпреки че селото е почти изцяло българско, при преброяването от 2002 година 38,60% от жителите му са записани като сърби, 29,46% като българи, а 2.21 като югославяни. През същата година са регистрирани 113 домакинства.

## Културни забележителности
В селото има старинна църква „Св. Параскева“, която според преданието била някога метох на манастира „Св. св.ап. Петър и Павел“, чиито развалини днес могат да се видят на 2,5 km югоизточно в Милевското землище по пътя за Босилеград. Запазен е надпис над входната врата на църквата, който сочи, че тя е била изографисана през 1610 г. Също така в Долна Лисина е имало и манастир някога, но от него днес не са останали никакви следи.

## Родени
- Владимир Асенов Спасов (1925 - 2009), Генерален секретар на Българската комунистическа партия (БКП).
- Захари К. Янакиев (1905 - 26 януари 1932), български революционер от ВМРО и ВЗРО[9][10]